# Chinese Smugglers
Pour les articles homonymes, voir Smuggler.
Chinese Smugglers est un film muet américain réalisé par Thomas H. Ince et sorti en 1912.

## Fiche technique
- Réalisation : Thomas H. Ince
- Durée : 10 minutes
- Date de sortie : États-Unis : 2 janvier 1912

## Distribution
- Francis Ford